# Lodè
Lodè là một đô thị ở tỉnh Nuoro ở vùng Sardinia của Italia, tọa lạc cách khoảng 160 km về phía bắc của Cagliari và cách khoảng 35 km về phía đông bắc của Nuoro. Tại thời điểm ngày 31 tháng 12 năm 2004, đô thị này có dân số 2.110 người và diện tích là 120,9 km².
Lodè giáp các đô thị: Bitti, Lula, Onani, Padru, Siniscola, Torpè.